# Heerlijkheid Ridderkerk
De heerlijkheid Ridderkerk was oorspronkelijk een achterleen van de Hollandse grafelijkheid en deel van de heerlijkheid van de Lek. In 1427 werd het door Philips van Bourgondië beleend. Het is sinds 1721 in eigendom van de familie Groeninx van Zoelen.

## Geschiedenis
Na de overstroming van 1374 werd in 1404 de polder Oud Reyerwaard bedijkt. In dat laatste jaar stelde de graaf van Holland ook een bestuur in, met een dijkgraaf en heemraden. In 1441 was ook Nieuw Reyerwaard ingepolderd. Het gebied werd in 1427 door hertog Filips van Bourgondië, in zijn functie als graaf van Holland, toebedeeld aan Roelant van Uutkerke, een Vlaams edelman. Vanaf 1440, na een proces voor het Hof van Holland werd Ridderkerk een leen van de heer van de Lek.
Vanaf 1441 is de echtgenote van Roelant van Uuterkerke, Margriete van Comene, ambachtsvrouwe van Ridderkerk; zij stelde nieuwe statuten op voor het beheer van de ambachtsheerlijkheid, in 1446 gewijzigd en vastgelegd in een akte.
Naast het beheer van het land en de polders was de ambachtsheer ook belast met het dorpsbestuur dat door hem werd opgedragen aan de schout en de lage heemraden. Voorts was het collatierecht in handen van de ambachtsheer: de laatste liet ook in 1448/1449 de kerk bouwen. Ook de schoolmeester werd door de ambachtsheer benoemd.
Verdere accrochementen van de heerlijkheid waren onder andere het tiendrecht, de banmolen, het recht op zwanendrift, de bierexcijs en het veerrecht. Daarnaast waren er de visrechten waarover vanaf de 15e eeuw getwist werd; hetzelfde gold het recht van op- en aanwassen.
Documenten van de heerlijkheid liggen in het gemeentearchief van Rotterdam, met name in het archief van het huis ten Donck, en daarnaast in het archief van de gemeente Ridderkerk.

### Heren van Ridderkerk vanaf 1427
In 1427 werd Roelant van Uutkerke heer van Ridderkerk, in 1441 opgevolgd door zijn echtgenote. In 1446 werd hun dochter Johanna vrouwe van Ridderkerk; zij trouwde met Hendrik van Borsselen waarna tot 1508 de heerlijkheid aan deze familie bleef. Door het huwelijk van Margaretha van Borsselen met Walraven van Brederode kwam in 1508 de heerlijkheid aan hun dochter Françoise en na haar huwelijk in 1525 aan het geslacht De Merode. In het laatste geslacht bleef het tot 1721 toen het goed verkocht werd aan mr. Cornelis Groeninx, lid van de familie Groeninx van Zoelen; tot op heden (anno 2019) is het in dat laatste geslacht gebleven.